# Стайковська сільська рада
Стайковська сільська́ ра́да (біл. Стайкаўскі сельсавет) — адміністративно-територіальна одиниця у складі Івацевицького району Берестейської області Білорусі. Адміністративний центр — село Стайки.

## Склад
Населені пункти, що підпорядковувалися сільській раді станом на 2009 рік:
| Населений пункт | Тип    | Населення, осіб (2009) |
| --------------- | ------ | ---------------------- |
| Алексейки       | село   | 95                     |
| Бичь            | село   | 37                     |
| Гощево          | село   | 710                    |
| Зелений Бор     | селище | 822                    |
| Михновичі       | село   | 128                    |
| Нехачево        | село   | 256                    |
| Овсто           | село   | 28                     |
| Размерки        | село   | 77                     |
| Стайки          | село   | 988                    |
| Юкевичі         | село   | 30                     |

## Населення
За переписом населення Білорусі 2009 року чисельність населення сільської ради становила 3171 особа.

### Національність
Розподіл населення за рідною національністю за даними перепису 2009 року:
| Національність            | Осіб | Відсоток |
| ------------------------- | ---- | -------- |
| білоруси                  | 2989 | 94,26 %  |
| росіяни                   | 128  | 4,04 %   |
| українці                  | 30   | 0,95 %   |
| поляки                    | 13   | 0,41 %   |
| національність не вказана | 2    | 0,06 %   |
| азербайджанці             | 1    | 0,03 %   |
| молдовани                 | 1    | 0,03 %   |
| німці                     | 1    | 0,03 %   |
| узбеки                    | 1    | 0,03 %   |
| латиші                    | 1    | 0,03 %   |
| казахи                    | 1    | 0,03 %   |
| мордва                    | 1    | 0,03 %   |
| болгари                   | 1    | 0,03 %   |
| гагаузи                   | 1    | 0,03 %   |
| Разом                     | 3171 | 100 %    |